# Aire urbaine de Nancy
L'aire urbaine de Nancy est une aire urbaine française centrée sur la ville de Nancy en région Grand Est. Elle est la deuxième plus grosse aire urbaine du Grand Est.

## Caractéristiques
D'après la définition qu'en donne l'INSEE, l'aire urbaine de Nancy est composée de 225 communes, dont 216 appartiennent au département de Meurthe-et-Moselle, 9 au département de la Moselle et 2 au département des Vosges.  Ses 434 202 habitants, font d'elle la 20e aire urbaine de France en 2008.
28 communes de l'aire urbaine font partie du pôle urbain. La majorité d'entre elles font partie de la Métropole du Grand Nancy.
Trois aires urbaines, plus petites jouxtent celle de Nancy : l'aire urbaine de Pont-à-Mousson au nord-ouest, de Lunéville à l'est et de Toul à l'ouest. Ces deux dernières sont de plus en plus polarisées par Nancy: entre 1999 et 2004 le nombre d'actifs des cantons de Lunéville et de Toul travaillant à Nancy a progressé respectivement de 30 et 50 % pour atteindre 25 et 30 %. L'INSEE considère qu'une commune appartient à une aire urbaine quand 40 % des actifs y travaillent. 
L'aire urbaine de Nancy est rattachée à l'espace urbain Est.

## Communes
Voici la liste des communes de l'aire urbaine de Nancy.
| Code INSEE | Commune                   | Type                  | Département        | Superficie (km²) | Population (1999) |
| ---------- | ------------------------- | --------------------- | ------------------ | ---------------- | ----------------- |
| 54005      | Affracourt                | Commune monopolarisée | Meurthe-et-Moselle | +05,56           | +000109,          |
| 54006      | Agincourt                 | Commune monopolarisée | Meurthe-et-Moselle | +04,17           | +000438,          |
| 54007      | Aingeray                  | Commune monopolarisée | Meurthe-et-Moselle | +12,79           | +000558,          |
| 54012      | Amance                    | Commune monopolarisée | Meurthe-et-Moselle | +13,5            | +000333,          |
| 54020      | Anthelupt                 | Commune monopolarisée | Meurthe-et-Moselle | +07,82           | +000455,          |
| 54021      | Armaucourt                | Commune monopolarisée | Meurthe-et-Moselle | +03,72           | +000212,          |
| 54024      | Arraye-et-Han             | Commune monopolarisée | Meurthe-et-Moselle | +10,34           | +000350,          |
| 54025      | Art-sur-Meurthe           | Commune monopolarisée | Meurthe-et-Moselle | +11,47           | +001 303,         |
| 54026      | Athienville               | Commune monopolarisée | Meurthe-et-Moselle | +12,96           | +000180,          |
| 54031      | Autreville-sur-Moselle    | Commune monopolarisée | Meurthe-et-Moselle | +04,49           | +000274,          |
| 54032      | Autrey                    | Commune monopolarisée | Meurthe-et-Moselle | +06,16           | +000178,          |
| 54037      | Azelot                    | Commune monopolarisée | Meurthe-et-Moselle | +04,75           | +000424,          |
| 54042      | Bainville-aux-Miroirs     | Commune monopolarisée | Meurthe-et-Moselle | +06,76           | +000335,          |
| 54043      | Bainville-sur-Madon       | Pôle urbain           | Meurthe-et-Moselle | +05,88           | +001 399,         |
| 54045      | Barbonville               | Commune monopolarisée | Meurthe-et-Moselle | +10,81           | +000441,          |
| 54052      | Battigny                  | Commune monopolarisée | Meurthe-et-Moselle | +06,41           | +000132,          |
| 54054      | Bayon                     | Commune monopolarisée | Meurthe-et-Moselle | +06,05           | +001 593,         |
| 54059      | Belleau                   | Commune monopolarisée | Meurthe-et-Moselle | +20,38           | +000744,          |
| 54060      | Belleville                | Commune monopolarisée | Meurthe-et-Moselle | +10,22           | +001 422,         |
| 54062      | Benney                    | Commune monopolarisée | Meurthe-et-Moselle | +18,48           | +000639,          |
| 54070      | Bey-sur-Seille            | Commune monopolarisée | Meurthe-et-Moselle | +05,53           | +000160,          |
| 54071      | Bezange-la-Grande         | Commune monopolarisée | Meurthe-et-Moselle | +17,24           | +000163,          |
| 54076      | Blainville-sur-l'Eau      | Commune monopolarisée | Meurthe-et-Moselle | +11,74           | +003 955,         |
| 54085      | Borville                  | Commune monopolarisée | Meurthe-et-Moselle | +04,71           | +000100,          |
| 54089      | Bouxières-aux-Chênes      | Commune monopolarisée | Meurthe-et-Moselle | +19,85           | +001 424,         |
| 54090      | Bouxières-aux-Dames       | Pôle urbain           | Meurthe-et-Moselle | +04,11           | +004 189,         |
| 54092      | Bouzanville               | Commune monopolarisée | Meurthe-et-Moselle | +05,82           | +0 00062,         |
| 54094      | Bralleville               | Commune monopolarisée | Meurthe-et-Moselle | +04,39           | +000177,          |
| 54095      | Bratte                    | Commune monopolarisée | Meurthe-et-Moselle | +03,28           | +0 00044,         |
| 54098      | Brémoncourt               | Commune monopolarisée | Meurthe-et-Moselle | +05,24           | +000161,          |
| 54100      | Brin-sur-Seille           | Commune monopolarisée | Meurthe-et-Moselle | +11,71           | +000800,          |
| 54104      | Buissoncourt              | Commune monopolarisée | Meurthe-et-Moselle | +06,91           | +000273,          |
| 54108      | Burthecourt-aux-Chênes    | Commune monopolarisée | Meurthe-et-Moselle | +05,59           | +000104,          |
| 54109      | Ceintrey                  | Commune monopolarisée | Meurthe-et-Moselle | +11,             | +000915,          |
| 54110      | Cerville                  | Commune monopolarisée | Meurthe-et-Moselle | +08,19           | +000576,          |
| 54111      | Chaligny                  | Pôle urbain           | Meurthe-et-Moselle | +13,32           | +002 878,         |
| 54113      | Champenoux                | Commune monopolarisée | Meurthe-et-Moselle | +10,99           | +001 307,         |
| 54115      | Champigneulles            | Pôle urbain           | Meurthe-et-Moselle | +23,99           | +006 808,         |
| 54117      | Chaouilley                | Commune monopolarisée | Meurthe-et-Moselle | +05,12           | +000115,          |
| 54121      | Charmois                  | Commune monopolarisée | Meurthe-et-Moselle | +05,41           | +000186,          |
| 54122      | Chaudeney-sur-Moselle     | Commune monopolarisée | Meurthe-et-Moselle | +08,34           | +000709,          |
| 54123      | Chavigny                  | Pôle urbain           | Meurthe-et-Moselle | +06,69           | +001 875,         |
| 54126      | Chenicourt                | Commune monopolarisée | Meurthe-et-Moselle | +03,75           | +000229,          |
| 54130      | Clayeures                 | Commune monopolarisée | Meurthe-et-Moselle | +09,21           | +000194,          |
| 54132      | Clérey-sur-Brenon         | Commune monopolarisée | Meurthe-et-Moselle | +04,42           | +0 00074,         |
| 54139      | Courbesseaux              | Commune monopolarisée | Meurthe-et-Moselle | +06,32           | +000323,          |
| 54141      | Coyviller                 | Commune monopolarisée | Meurthe-et-Moselle | +04,53           | +000143,          |
| 54142      | Crantenoy                 | Commune monopolarisée | Meurthe-et-Moselle | +05,28           | +000146,          |
| 54143      | Crépey                    | Commune monopolarisée | Meurthe-et-Moselle | +20,9            | +000389,          |
| 54144      | Crévéchamps               | Commune monopolarisée | Meurthe-et-Moselle | +04,86           | +000381,          |
| 54145      | Crévic                    | Commune monopolarisée | Meurthe-et-Moselle | +10,69           | +000889,          |
| 54150      | Custines                  | Pôle urbain           | Meurthe-et-Moselle | +11,76           | +002 930,         |
| 54152      | Damelevières              | Commune monopolarisée | Meurthe-et-Moselle | +08,12           | +003 170,         |
| 54155      | Deuxville                 | Commune monopolarisée | Meurthe-et-Moselle | +07,23           | +000427,          |
| 54158      | Dolcourt                  | Commune monopolarisée | Meurthe-et-Moselle | +06,19           | +000126,          |
| 54159      | Dombasle-sur-Meurthe      | Pôle urbain           | Meurthe-et-Moselle | +11,21           | +009 828,         |
| 54160      | Domèvre-en-Haye           | Commune monopolarisée | Meurthe-et-Moselle | +08,46           | +000385,          |
| 54164      | Dommarie-Eulmont          | Commune monopolarisée | Meurthe-et-Moselle | +05,52           | +0 00084,         |
| 54165      | Dommartemont              | Pôle urbain           | Meurthe-et-Moselle | +01,32           | +000608,          |
| 54168      | Dommartin-sous-Amance     | Commune monopolarisée | Meurthe-et-Moselle | +04,03           | +000264,          |
| 54170      | Domptail-en-l'Air         | Commune monopolarisée | Meurthe-et-Moselle | +03,13           | +0 00071,         |
| 54173      | Drouville                 | Commune monopolarisée | Meurthe-et-Moselle | +07,12           | +000202,          |
| 54175      | Einvaux                   | Commune monopolarisée | Meurthe-et-Moselle | +07,38           | +000341,          |
| 54180      | Erbéviller-sur-Amezule    | Commune monopolarisée | Meurthe-et-Moselle | +04,45           | +0 00079,         |
| 54184      | Essey-lès-Nancy           | Pôle urbain           | Meurthe-et-Moselle | +05,74           | +008 709,         |
| 54185      | Étreval                   | Commune monopolarisée | Meurthe-et-Moselle | +02,37           | +0 00065,         |
| 54186      | Eulmont                   | Pôle urbain           | Meurthe-et-Moselle | +07,97           | +001 007,         |
| 54188      | Faulx                     | Commune monopolarisée | Meurthe-et-Moselle | +17,2            | +001 170,         |
| 54190      | Fécocourt                 | Commune monopolarisée | Meurthe-et-Moselle | +07,86           | +000101,          |
| 54192      | Ferrières                 | Commune monopolarisée | Meurthe-et-Moselle | +06,25           | +000240,          |
| 54195      | Flainval                  | Commune monopolarisée | Meurthe-et-Moselle | +03,61           | +000160,          |
| 54196      | Flavigny-sur-Moselle      | Commune monopolarisée | Meurthe-et-Moselle | +17,3            | +001 636,         |
| 54197      | Fléville-devant-Nancy     | Pôle urbain           | Meurthe-et-Moselle | +07,4            | +002 624,         |
| 54202      | Fontenoy-sur-Moselle      | Commune monopolarisée | Meurthe-et-Moselle | +05,54           | +000195,          |
| 54203      | Forcelles-Saint-Gorgon    | Commune monopolarisée | Meurthe-et-Moselle | +05,36           | +000143,          |
| 54204      | Forcelles-sous-Gugney     | Commune monopolarisée | Meurthe-et-Moselle | +05,37           | +0 00094,         |
| 54214      | Frolois                   | Commune monopolarisée | Meurthe-et-Moselle | +09,4            | +000560,          |
| 54215      | Frouard                   | Pôle urbain           | Meurthe-et-Moselle | +13,38           | +006 711,         |
| 54216      | Froville                  | Commune monopolarisée | Meurthe-et-Moselle | +05,89           | +000123,          |
| 54218      | Gélaucourt                | Commune monopolarisée | Meurthe-et-Moselle | +02,26           | +0 00045,         |
| 54219      | Gellenoncourt             | Commune monopolarisée | Meurthe-et-Moselle | +03,61           | +0 00035,         |
| 54221      | Gerbécourt-et-Haplemont   | Commune monopolarisée | Meurthe-et-Moselle | +05,26           | +000217,          |
| 54223      | Germiny                   | Commune monopolarisée | Meurthe-et-Moselle | +11,85           | +000180,          |
| 54224      | Germonville               | Commune monopolarisée | Meurthe-et-Moselle | +05,21           | +000104,          |
| 54225      | Gézoncourt                | Commune monopolarisée | Meurthe-et-Moselle | +05,34           | +000132,          |
| 54232      | Gondreville               | Commune monopolarisée | Meurthe-et-Moselle | +25,03           | +002 215,         |
| 54235      | Goviller                  | Commune monopolarisée | Meurthe-et-Moselle | +12,12           | +000355,          |
| 54237      | Grimonviller              | Commune monopolarisée | Meurthe-et-Moselle | +04,78           | +0 00082,         |
| 54238      | Gripport                  | Commune monopolarisée | Meurthe-et-Moselle | +05,74           | +000217,          |
| 54241      | Gugney                    | Commune monopolarisée | Meurthe-et-Moselle | +02,93           | +0 00054,         |
| 54245      | Haigneville               | Commune monopolarisée | Meurthe-et-Moselle | +02,85           | +0 00039,         |
| 54247      | Hammeville                | Commune monopolarisée | Meurthe-et-Moselle | +05,45           | +000149,          |
| 54250      | Haraucourt                | Commune monopolarisée | Meurthe-et-Moselle | +12,48           | +000644,          |
| 54252      | Haroué                    | Commune monopolarisée | Meurthe-et-Moselle | +04,14           | +000434,          |
| 54256      | Haussonville              | Commune monopolarisée | Meurthe-et-Moselle | +11,18           | +000282,          |
| 54257      | Heillecourt               | Pôle urbain           | Meurthe-et-Moselle | +03,65           | +006 185,         |
| 54262      | Hoéville                  | Commune monopolarisée | Meurthe-et-Moselle | +08,54           | +000124,          |
| 54264      | Houdelmont                | Commune monopolarisée | Meurthe-et-Moselle | +03,85           | +000191,          |
| 54265      | Houdemont                 | Pôle urbain           | Meurthe-et-Moselle | +03,62           | +002 375,         |
| 54266      | Houdreville               | Commune monopolarisée | Meurthe-et-Moselle | +10,37           | +000363,          |
| 54268      | Housséville               | Commune monopolarisée | Meurthe-et-Moselle | +05,33           | +000156,          |
| 54269      | Hudiviller                | Commune monopolarisée | Meurthe-et-Moselle | +02,99           | +000293,          |
| 54274      | Jarville-la-Malgrange     | Pôle urbain           | Meurthe-et-Moselle | +02,14           | +009 273,         |
| 54276      | Jeandelaincourt           | Commune monopolarisée | Meurthe-et-Moselle | +04,47           | +000665,          |
| 54278      | Jevoncourt                | Commune monopolarisée | Meurthe-et-Moselle | +03,29           | +0 00064,         |
| 54289      | Laître-sous-Amance        | Commune monopolarisée | Meurthe-et-Moselle | +05,11           | +000389,          |
| 54291      | Lalœuf                    | Commune monopolarisée | Meurthe-et-Moselle | +10,68           | +000233,          |
| 54293      | Landécourt                | Commune monopolarisée | Meurthe-et-Moselle | +05,82           | +0 00081,         |
| 54294      | Landremont                | Commune monopolarisée | Meurthe-et-Moselle | +05,52           | +000126,          |
| 54296      | Laneuvelotte              | Commune monopolarisée | Meurthe-et-Moselle | +09,13           | +000343,          |
| 54299      | Laneuveville-devant-Bayon | Commune monopolarisée | Meurthe-et-Moselle | +05,75           | +000195,          |
| 54300      | Laneuveville-devant-Nancy | Pôle urbain           | Meurthe-et-Moselle | +12,47           | +005 083,         |
| 54301      | Lanfroicourt              | Commune monopolarisée | Meurthe-et-Moselle | +06,19           | +000127,          |
| 54304      | Laxou                     | Pôle urbain           | Meurthe-et-Moselle | +15,94           | +014 301,         |
| 54305      | Lay-Saint-Christophe      | Pôle urbain           | Meurthe-et-Moselle | +11,59           | +002 622,         |
| 54307      | Lebeuville                | Commune monopolarisée | Meurthe-et-Moselle | +06,22           | +000153,          |
| 54309      | Lemainville               | Commune monopolarisée | Meurthe-et-Moselle | +04,75           | +000318,          |
| 54310      | Leménil-Mitry             | Commune monopolarisée | Meurthe-et-Moselle | +03,43           | +00 0002,         |
| 54311      | Lenoncourt                | Commune monopolarisée | Meurthe-et-Moselle | +11,53           | +000433,          |
| 54313      | Létricourt                | Commune monopolarisée | Meurthe-et-Moselle | +07,38           | +000179,          |
| 54315      | Leyr                      | Commune monopolarisée | Meurthe-et-Moselle | +10,74           | +000862,          |
| 54318      | Liverdun                  | Pôle urbain           | Meurthe-et-Moselle | +25,25           | +006 390,         |
| 54324      | Lorey                     | Commune monopolarisée | Meurthe-et-Moselle | +05,18           | +0 00072,         |
| 54328      | Ludres                    | Pôle urbain           | Meurthe-et-Moselle | +08,18           | +006 821,         |
| 54330      | Lupcourt                  | Commune monopolarisée | Meurthe-et-Moselle | +06,94           | +000278,          |
| 54335      | Maixe                     | Commune monopolarisée | Meurthe-et-Moselle | +09,33           | +000394,          |
| 54336      | Maizières                 | Commune monopolarisée | Meurthe-et-Moselle | +15,63           | +000799,          |
| 54338      | Malleloy                  | Pôle urbain           | Meurthe-et-Moselle | +04,06           | +000878,          |
| 54339      | Malzéville                | Pôle urbain           | Meurthe-et-Moselle | +07,53           | +007 976,         |
| 54344      | Mangonville               | Commune monopolarisée | Meurthe-et-Moselle | +03,85           | +000229,          |
| 54345      | Manoncourt-en-Vermois     | Commune monopolarisée | Meurthe-et-Moselle | +06,68           | +000248,          |
| 54351      | Marbache                  | Commune monopolarisée | Meurthe-et-Moselle | +10,63           | +001 717,         |
| 54352      | Maron                     | Commune monopolarisée | Meurthe-et-Moselle | +19,1            | +000828,          |
| 54354      | Marthemont                | Commune monopolarisée | Meurthe-et-Moselle | +02,17           | +0 00033,         |
| 54357      | Maxéville                 | Pôle urbain           | Meurthe-et-Moselle | +05,63           | +010 091,         |
| 54358      | Mazerulles                | Commune monopolarisée | Meurthe-et-Moselle | +06,38           | +000260,          |
| 54359      | Méhoncourt                | Commune monopolarisée | Meurthe-et-Moselle | +07,87           | +000207,          |
| 54364      | Méréville                 | Commune monopolarisée | Meurthe-et-Moselle | +08,43           | +001 349,         |
| 54366      | Messein                   | Pôle urbain           | Meurthe-et-Moselle | +05,14           | +001 499,         |
| 54369      | Millery                   | Commune monopolarisée | Meurthe-et-Moselle | +07,48           | +000489,          |
| 54372      | Moivrons                  | Commune monopolarisée | Meurthe-et-Moselle | +06,             | +000326,          |
| 54374      | Moncel-sur-Seille         | Commune monopolarisée | Meurthe-et-Moselle | +12,41           | +000474,          |
| 54376      | Montenoy                  | Commune monopolarisée | Meurthe-et-Moselle | +03,98           | +000362,          |
| 54383      | Mont-sur-Meurthe          | Commune monopolarisée | Meurthe-et-Moselle | +09,51           | +000947,          |
| 54395      | Nancy                     | Pôle urbain           | Meurthe-et-Moselle | +15,01           | +105 162,         |
| 54397      | Neuves-Maisons            | Pôle urbain           | Meurthe-et-Moselle | +04,44           | +006 912,         |
| 54399      | Neuviller-sur-Moselle     | Commune monopolarisée | Meurthe-et-Moselle | +06,71           | +000252,          |
| 54407      | Ognéville                 | Commune monopolarisée | Meurthe-et-Moselle | +04,12           | +000116,          |
| 54409      | Omelmont                  | Commune monopolarisée | Meurthe-et-Moselle | +04,69           | +000168,          |
| 54411      | Ormes-et-Ville            | Commune monopolarisée | Meurthe-et-Moselle | +12,49           | +000177,          |
| 54417      | Parey-Saint-Césaire       | Commune monopolarisée | Meurthe-et-Moselle | +05,67           | +000198,          |
| 54426      | Pierre-la-Treiche         | Commune monopolarisée | Meurthe-et-Moselle | +12,85           | +000607,          |
| 54429      | Pierreville               | Commune monopolarisée | Meurthe-et-Moselle | +02,87           | +000302,          |
| 54430      | Pompey                    | Pôle urbain           | Meurthe-et-Moselle | +08,13           | +005 229,         |
| 54432      | Pont-Saint-Vincent        | Pôle urbain           | Meurthe-et-Moselle | +06,66           | +002 051,         |
| 54434      | Praye                     | Commune monopolarisée | Meurthe-et-Moselle | +08,72           | +000212,          |
| 54437      | Pulligny                  | Commune monopolarisée | Meurthe-et-Moselle | +09,3            | +001 171,         |
| 54439      | Pulnoy                    | Pôle urbain           | Meurthe-et-Moselle | +03,74           | +004 751,         |
| 54442      | Quevilloncourt            | Commune monopolarisée | Meurthe-et-Moselle | +02,92           | +0 00086,         |
| 54456      | Réméréville               | Commune monopolarisée | Meurthe-et-Moselle | +13,46           | +000408,          |
| 54459      | Richardménil              | Commune monopolarisée | Meurthe-et-Moselle | +07,17           | +002 889,         |
| 54461      | Romain                    | Commune monopolarisée | Meurthe-et-Moselle | +03,15           | +0 00051,         |
| 54462      | Rosières-aux-Salines      | Commune monopolarisée | Meurthe-et-Moselle | +26,95           | +002 839,         |
| 54465      | Roville-devant-Bayon      | Commune monopolarisée | Meurthe-et-Moselle | +04,43           | +000680,          |
| 54467      | Rozelieures               | Commune monopolarisée | Meurthe-et-Moselle | +09,38           | +000139,          |
| 54468      | Saffais                   | Commune monopolarisée | Meurthe-et-Moselle | +04,04           | +0 00095,         |
| 54473      | Saint-Firmin              | Commune monopolarisée | Meurthe-et-Moselle | +06,67           | +000233,          |
| 54474      | Sainte-Geneviève          | Commune monopolarisée | Meurthe-et-Moselle | +07,14           | +000157,          |
| 54475      | Saint-Germain             | Commune monopolarisée | Meurthe-et-Moselle | +07,68           | +000146,          |
| 54479      | Saint-Mard                | Commune monopolarisée | Meurthe-et-Moselle | +02,95           | +0 00083,         |
| 54482      | Saint-Max                 | Pôle urbain           | Meurthe-et-Moselle | +01,85           | +009 822,         |
| 54483      | Saint-Nicolas-de-Port     | Pôle urbain           | Meurthe-et-Moselle | +08,23           | +007 618,         |
| 54486      | Saint-Remimont            | Commune monopolarisée | Meurthe-et-Moselle | +06,79           | +000338,          |
| 54490      | Saizerais                 | Commune monopolarisée | Meurthe-et-Moselle | +14,44           | +001 242,         |
| 54495      | Saulxures-lès-Nancy       | Pôle urbain           | Meurthe-et-Moselle | +07,05           | +004 042,         |
| 54498      | Seichamps                 | Pôle urbain           | Meurthe-et-Moselle | +04,3            | +005 475,         |
| 54500      | Selaincourt               | Commune monopolarisée | Meurthe-et-Moselle | +10,86           | +000182,          |
| 54502      | Serres                    | Commune monopolarisée | Meurthe-et-Moselle | +15,55           | +000249,          |
| 54505      | Sexey-aux-Forges          | Commune monopolarisée | Meurthe-et-Moselle | +14,08           | +000609,          |
| 54506      | Sexey-les-Bois            | Commune monopolarisée | Meurthe-et-Moselle | +06,81           | +000315,          |
| 54508      | Sivry                     | Commune monopolarisée | Meurthe-et-Moselle | +05,91           | +000211,          |
| 54509      | Sommerviller              | Commune monopolarisée | Meurthe-et-Moselle | +03,81           | +000954,          |
| 54510      | Sornéville                | Commune monopolarisée | Meurthe-et-Moselle | +09,22           | +000253,          |
| 54513      | Tantonville               | Commune monopolarisée | Meurthe-et-Moselle | +08,09           | +000600,          |
| 54515      | Thélod                    | Commune monopolarisée | Meurthe-et-Moselle | +10,76           | +000258,          |
| 54522      | Thorey-Lyautey            | Commune monopolarisée | Meurthe-et-Moselle | +06,19           | +000118,          |
| 54526      | Tomblaine                 | Pôle urbain           | Meurthe-et-Moselle | +05,55           | +008 505,         |
| 54527      | Tonnoy                    | Commune monopolarisée | Meurthe-et-Moselle | +12,35           | +000635,          |
| 54532      | Tremblecourt              | Commune monopolarisée | Meurthe-et-Moselle | +06,08           | +000152,          |
| 54545      | Vandeléville              | Commune monopolarisée | Meurthe-et-Moselle | +09,86           | +000202,          |
| 54547      | Vandœuvre-lès-Nancy       | Pôle urbain           | Meurthe-et-Moselle | +09,47           | +029 923,         |
| 54549      | Varangéville              | Pôle urbain           | Meurthe-et-Moselle | +12,04           | +004 241,         |
| 54552      | Vaudémont                 | Commune monopolarisée | Meurthe-et-Moselle | +05,76           | +0 00063,         |
| 54553      | Vaudeville                | Commune monopolarisée | Meurthe-et-Moselle | +09,05           | +000172,          |
| 54554      | Vaudigny                  | Commune monopolarisée | Meurthe-et-Moselle | +03,94           | +0 00041,         |
| 54557      | Velaine-en-Haye           | Commune monopolarisée | Meurthe-et-Moselle | +17,87           | +001 495,         |
| 54558      | Velaine-sous-Amance       | Commune monopolarisée | Meurthe-et-Moselle | +06,48           | +000271,          |
| 54559      | Velle-sur-Moselle         | Commune monopolarisée | Meurthe-et-Moselle | +04,47           | +000269,          |
| 54563      | Vézelise                  | Commune monopolarisée | Meurthe-et-Moselle | +05,35           | +001 336,         |
| 54565      | Vigneulles                | Commune monopolarisée | Meurthe-et-Moselle | +05,57           | +000209,          |
| 54567      | Villacourt                | Commune monopolarisée | Meurthe-et-Moselle | +14,1            | +000458,          |
| 54571      | Ville-en-Vermois          | Commune monopolarisée | Meurthe-et-Moselle | +10,53           | +000606,          |
| 54573      | Villers-en-Haye           | Commune monopolarisée | Meurthe-et-Moselle | +07,29           | +000181,          |
| 54577      | Villers-lès-Moivrons      | Commune monopolarisée | Meurthe-et-Moselle | +02,85           | +0 00079,         |
| 54578      | Villers-lès-Nancy         | Pôle urbain           | Meurthe-et-Moselle | +09,95           | +014 503,         |
| 54583      | Villey-le-Sec             | Commune monopolarisée | Meurthe-et-Moselle | +06,4            | +000340,          |
| 54584      | Villey-Saint-Étienne      | Commune monopolarisée | Meurthe-et-Moselle | +17,29           | +001 052,         |
| 54585      | Virecourt                 | Commune monopolarisée | Meurthe-et-Moselle | +05,06           | +000453,          |
| 54586      | Viterne                   | Commune monopolarisée | Meurthe-et-Moselle | +23,17           | +000661,          |
| 54587      | Vitrey                    | Commune monopolarisée | Meurthe-et-Moselle | +11,54           | +000171,          |
| 54588      | Vitrimont                 | Commune monopolarisée | Meurthe-et-Moselle | +11,85           | +000356,          |
| 54591      | Voinémont                 | Commune monopolarisée | Meurthe-et-Moselle | +04,11           | +000316,          |
| 54592      | Vroncourt                 | Commune monopolarisée | Meurthe-et-Moselle | +04,16           | +000130,          |
| 54595      | Xermaménil                | Commune monopolarisée | Meurthe-et-Moselle | +10,84           | +000423,          |
| 54596      | Xeuilley                  | Pôle urbain           | Meurthe-et-Moselle | +07,37           | +000755,          |
| 54597      | Xirocourt                 | Commune monopolarisée | Meurthe-et-Moselle | +11,32           | +000403,          |
| 57002      | Aboncourt-sur-Seille      | Commune monopolarisée | Moselle            | +03,63           | +0 00064,         |
| 57036      | Attilloncourt             | Commune monopolarisée | Moselle            | +03,37           | +0 00094,         |
| 57084      | Bioncourt                 | Commune monopolarisée | Moselle            | +08,21           | +000309,          |
| 57126      | Chambrey                  | Commune monopolarisée | Moselle            | +14,4            | +000375,          |
| 57228      | Fossieux                  | Commune monopolarisée | Moselle            | +05,06           | +000149,          |
| 57257      | Grémecey                  | Commune monopolarisée | Moselle            | +09,04           | +000111,          |
| 57349      | Jallaucourt               | Commune monopolarisée | Moselle            | +08,41           | +000137,          |
| 57440      | Manhoué                   | Commune monopolarisée | Moselle            | +04,1            | +000146,          |
| 57538      | Pettoncourt               | Commune monopolarisée | Moselle            | +04,9            | +000260,          |
| 57625      | Salonnes                  | Commune monopolarisée | Moselle            | +12,69           | +000164,          |
| 88084      | Chamagne                  | Commune monopolarisée | Vosges             | +15,29           | +000416,          |
| 88458      | Socourt                   | Commune monopolarisée | Vosges             | +03,85           | +000214,          |